# Melanosphecia
Melanosphecia é um gênero de traça pertencente à família Brachodidae.